# Harambe
Harambe (Brownsville, Texas; 27 de mayo de 1999-Cincinnati, Ohio; 28 de mayo de 2016) fue un gorila occidental de llanura del jardín botánico y zoo de Cincinnati, conocido por el incidente de mayo de 2016 cuando un niño de tres años cayó en su recinto y el gorila lo arrastró. Temiendo por la vida del niño, los encargados del zoo tomaron la decisión de disparar y matar a Harambe. El incidente fue registrado en video y recibió una amplia cobertura mediática y discusión internacional, incluyendo la controversia sobre la decisión de matar al gorila. Varios primatólogos y conservacionistas escribieron posteriormente que el zoo no tuvo otra opción dadas las circunstancias, y que el hecho ponía de manifiesto el peligro de tener animales de zoológico cerca de humanos y la necesidad de mejores estándares de cuidado.

## Primeros años
Harambe nació el 27 de mayo de 1999 en el zoológico Gladys Porter Zoo en Brownsville, Texas. Se le bautizó con el nombre elegido por Dan Van Coppenolle, un educador de la zona que ganó un concurso patrocinado por el zoo. Ese nombre se le ocurrió después de escuchar la canción «Harambe (Working Together for Freedom)» de Rita Marley, viuda de Bob Marley. Harambee es un término en suajili para referirse al trabajo en conjunto por un fin común.
El 18 de septiembre de 2014, se anunció que Harambe sería trasladado al jardín botánico y zoo de Cincinnati, para que se adaptara a un nuevo grupo social donde pudiera aprender el comportamiento de un gorila adulto. Harambe tenía 16 años al momento del traslado y se lo agrupó con dos gorilas hembras, Chewie y Mara, de 19 años.

## Incidente
El 28 de mayo de 2016, un niño de tres años que visitaba el zoo de Cincinnati se cayó al foso del hábitat de Gorilla World, donde habitaba Harambe. Los testigos afirmaron haberlo escuchado decir que quería entrar al recinto de los gorilas. El niño entonces trepó una cerca de un metro, se arrastró a través de un metro de arbustos, y después cayó 4 metros y medio a una fosa con agua poco profunda. Los trabajadores del zoo inmediatamente hicieron señas a los tres gorilas del hábitat para que regresaran al interior, y las dos hembras lo hicieron. Sin embargo, Harambe, el tercer gorila de 200 kilos, descendió al foso para investigar al pequeño que chapoteaba en el agua.
Durante los siguientes diez minutos, Harambe se puso cada vez más «agitado y desorientado» por los gritos de las personas que observaban el hecho. Arrastró al niño a través del agua y ocasionalmente lo sostuvo al sentarse o lo empujó al pararse. Harambe exhibió un comportamiento de «pavoneo», caminando con los brazos y piernas extendidos con rigidez para aparentar ser más grande, una forma de engaño pero con un peligro inherente si arrastraba o tiraba del niño con brusquedad. Posteriormente cargó al niño por una escalera y salieron del foso hacia tierra firme. Temiendo por la vida del niño, los encargados del zoo tomaron la decisión de matar al gorila con un disparo de rifle. Los bomberos de Cincinnati sostuvieron que el niño se encontraba entre las piernas de Harambe cuando se hizo el disparo. Harambe murió un día después de su decimoséptimo cumpleaños.

### Reacciones

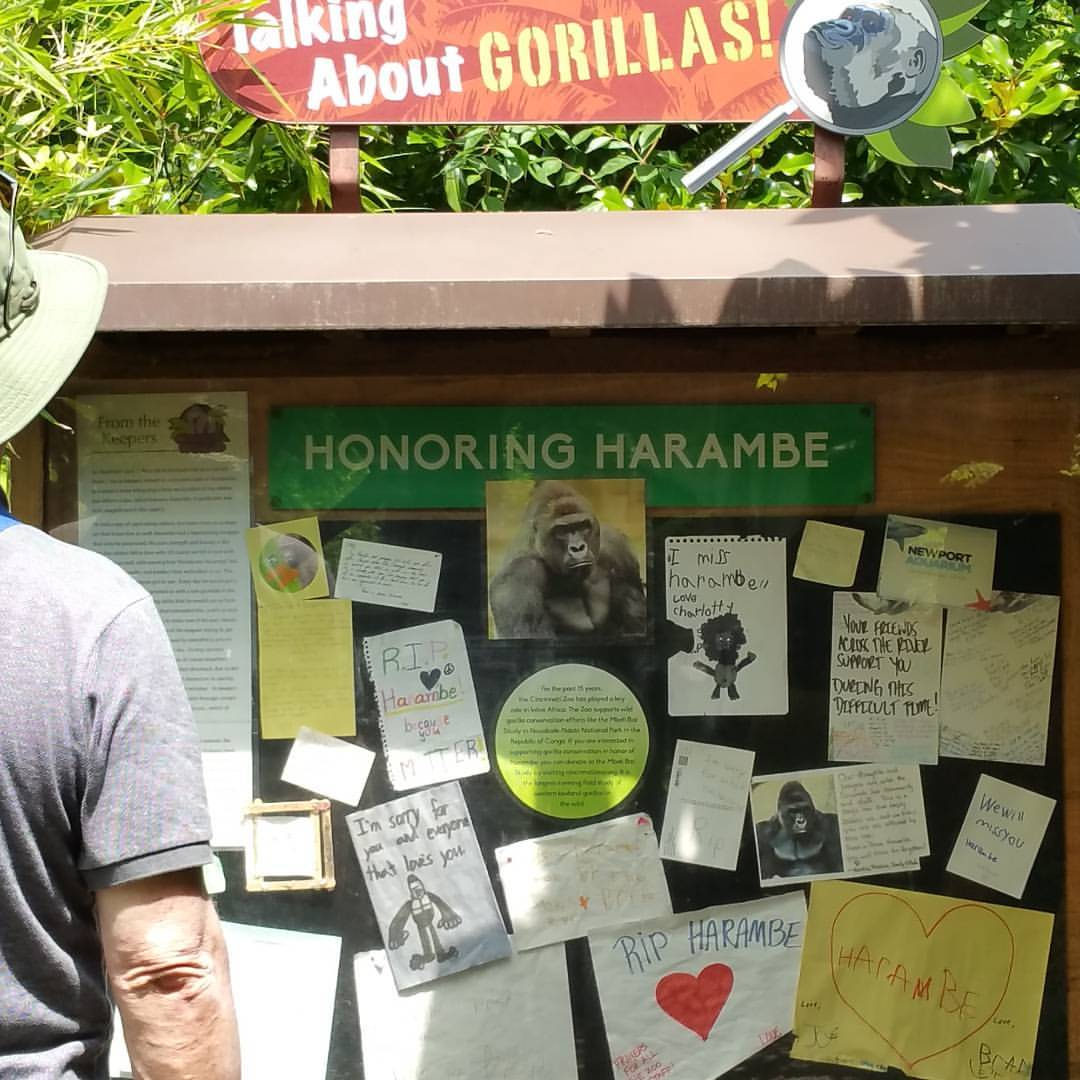
Mensajes en memoria de Harambe en el zoo de Cincinnati, 12 de junio de 2016.

El incidente fue grabado en video por un testigo anónimo y subido a YouTube, donde se volvió viral y provocó publicidad y controversia global. Algunos espectadores afirmaron que no estaba claro si Harambe tenía intenciones de lastimar al niño. Otros exigieron que los padres del niño o el zoo se hicieran responsables por la muerte del gorila. El director del zoológico, Thane Maynard, sostuvo: «El niño estaba siendo arrastrado y su cabeza pegaba contra el cemento. No era un trato delicado. El niño estaba en riesgo. Somos muy afortunados de que se encuentre a salvo». La policía investigó posibles cargos criminales contra los padres, mientras que estos defendieron las acciones tomadas por el zoo. La madre del niño también fue blanco de acoso en Internet y las redes sociales. El 6 de junio de 2016, el fiscal de Ohio Joe Deters declaró que la madre no afrontaría ningún cargo criminal. El zoo fue investigado por la Asociación de Zoológicos y Acuarios (AZA), que determina los estándares para parques zoológicos, y por el Departamento de Agricultura de los Estados Unidos. En los días posteriores al incidente, activistas por los derechos de los animales de Cincinnati organizaron una vigilia en el zoo como tributo a Harambe. Anthony Seta, uno de ellos, habló en el evento y llamó al hecho «una tragedia sin sentido» y que la gente podía culpar a los padres o al zoo pero «el hecho es que un gorila que acababa de celebrar su cumpleaños está muerto». El incidente recibió críticas de celebridades notorias, entre las que se incluyeron Ricky Gervais, Brian May y Piers Morgan.
El hecho también ocasionó un debate entre biólogos y primatólogos acerca de si los gorilas y otros primates deberían estar en cautiverio. La primatóloga Jane Goodall sostuvo que, de acuerdo al video, parecía que Harambe intentaba proteger al niño. Goodall dio después una explicación más larga en una entrevista con el presidente del Fondo Internacional para el Bienestar Animal (IFAW, por sus siglas en inglés) y concluyó que el zoo no había tenido otra opción que matar a Harambe. Escribió: «Fue horrible para el chico, los padres, Harambe, el zoo, los cuidadores y el público. Pero cuando las personas entran en contacto con animales salvajes, a veces han de tomarse decisiones de vida o muerte». Goodall conjeturó que mientras los humanos y los animales salvajes estén en proximidad, no hay forma de prevenir que sucedan accidentes, pero opinó que tener zoológicos «con los mejores estándares de cuidado» jugaría un papel importante. El cuidador de zoológico Jack Hanna defendió enérgicamente las acciones del parque como la «decisión correcta» y consideró que un dardo tranquilizador habría tomado entre cinco a diez minutos en hacer efecto y podría haber exasperado aún más a Harambe. El primatólogo Frans de Waal dijo que el zoo tenía pocas opciones: «Un gorila es tan poderoso que incluso con las mejores intenciones (y no sabemos si Harambe las tenía) la muerte del niño era un resultado posible».
En septiembre de 2017, el zoo añadió a Mshindi, un gorila occidental de llanura macho de 29 años transferido del zoo de Louisville, Kentucky. Se unió a las anteriores compañeras hembra de Harambe, Chewie y Mara, en ese entonces de 21 y 22 años respectivamente. Al mismo tiempo, el parque creó un nuevo hábitat interior donde el público podría ver a los gorilas todo el año de manera segura, detrás de un vidrio de seguridad.

## Harambe en la cultura popular

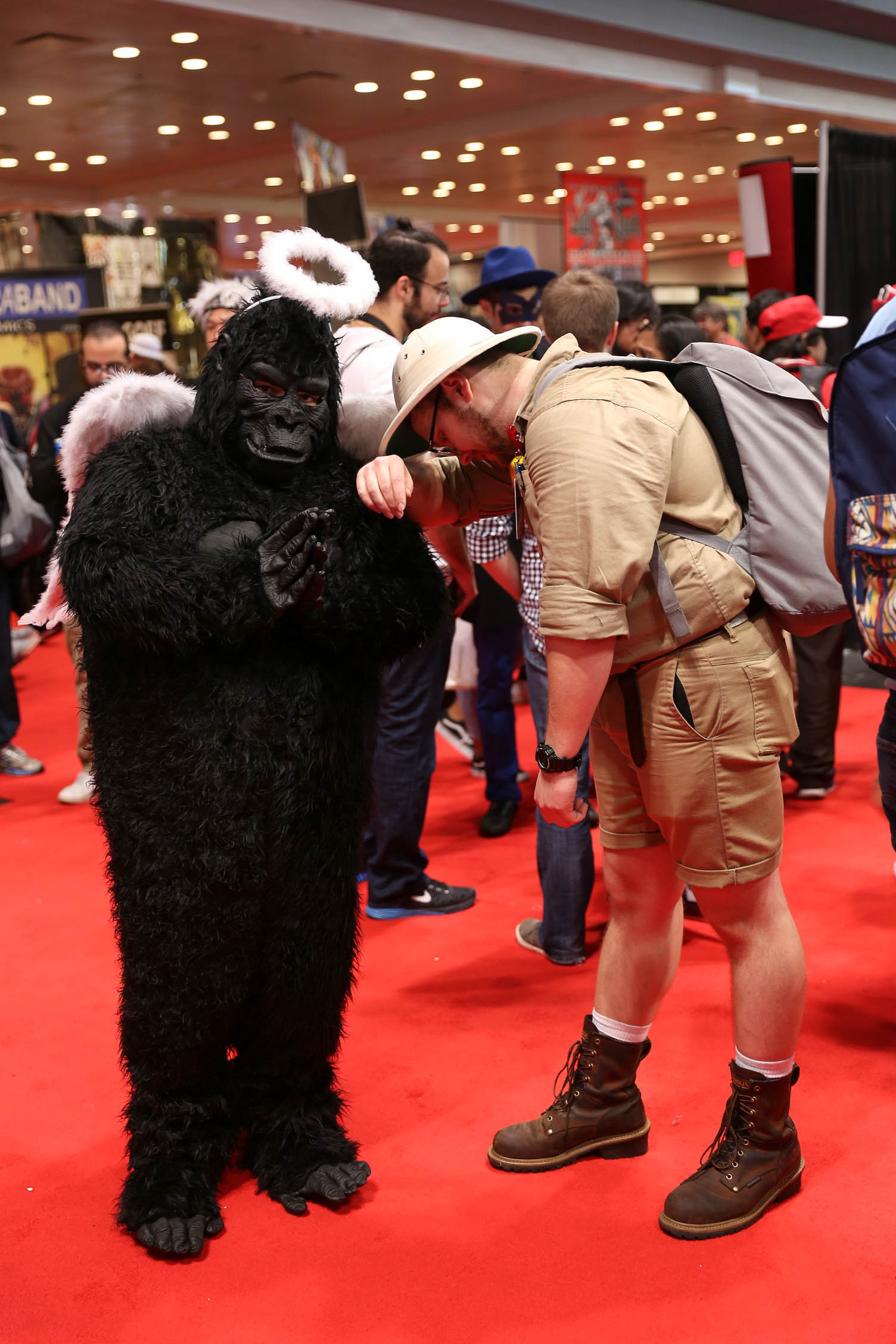
Cosplay de Harambe en la New York Comic Con de 2016.

Después de su muerte, Harambe se volvió el tema de múltiples memes de Internet que se volvieron virales. El sitio web Vox escribió en noviembre que Harambe tenía el «innegable estatus de meme del año de 2016». Como escribió la revista People: «Harambe continúa viviendo en la mente colectiva de la Internet y alcanzando un enrarecido estatus de meme venerado». Uno de los memes más extendidos captó la atención de The Washington Post y la revista New York, que observaron la proliferación de tributos falsos y exagerados a Harambe: «La idea es que, cuanto más intensa y más sincera suene la expresión de luto, más graciosa es la broma». Otro meme relacionado se burlaba de teorías conspirativas, con frases como «Bush did Harambe», en referencia a las conspiraciones del 11-S y la supuesta connivencia del gobierno de George W. Bush en dicho atentado. En Australia, se hicieron bromas con apoyar al cadáver de Harambe como candidato para las elecciones federales de 2016. La empresa de encuestas Public Policy Polling incluyó a Harambe en su encuesta para las elecciones presidenciales de Estados Unidos de 2016. Harambe recibió un 5 % de apoyo a fines de julio de 2016 (por delante de la candidata del Partido Verde, Jill Stein) y 2 % en agosto de 2016 (empatado con Stein).
El director del zoo de Cincinnati, Thane Maynard, tuvo una reacción de desaprobación ante los memes: «No estamos entretenidos por los memes, peticiones y carteles de Harambe. Nuestra familia del zoo aún está sanando y la constante mención de Harambe nos hace más difícil el poder seguir adelante. Honramos a Harambe al redoblar nuestros esfuerzos de conservación de gorilas y animando a los demás a que se unan a nosotros». A fines de agosto, el zoo borró su cuenta de Twitter después de que fuera un blanco diario de troles de Internet mencionando a Harambe. No obstante, después de dos meses, el zoo reanudó el uso de su cuenta.
Un autodenominado colectivo cultural, Otaku Gang, publicó una parodia de videojuego de lucha para PC titulado Harambe vs. Capcom, con la posibilidad de usar a Harambe para pelear contra personajes de la franquicia Street Fighter de Capcom. Los raperos estadounidenses Young Thug y Dumbfoundead publicaron cada uno canciones tituladas «Harambe». El primero lo hizo en su álbum Jeffery, donde cada tema lleva el nombre de uno de sus «ídolos», aunque las letras no hacen referencia al gorila; el segundo comparó el destino del primate con la violencia de pandillas y la brutalidad policial. El productor canadiense de dubstep Excision incluyó una canción con el título «Harambe» en su álbum de 2016 Virus. El 30 de marzo de 2019, el director ejecutivo de Tesla, Inc., Elon Musk, publicó una canción de rap de dos minutos titulada «RIP Harambe» en su cuenta de SoundCloud. El tema fue interpretado por Yung Jake, escrito por este mismo y Caroline Polachek, y producido por BloodPop. La revista Rolling Stone llamó a la canción «un animado tributo a Harambe». En mayo de 2020, la banda de metal pirata Rumahoy publicó una canción titulada «Harambe, the Pirate Gorilla» como primer sencillo de su álbum Time II: Party. En el anuncio de la publicación, la banda declaró que el tema «es un clásico homenaje de metal pirata dedicado a su homónimo, cuya muerte causó gran controversia en todo el mundo».
El 18 de octubre de 2021, una estatua de dos metros de Harambe fue instalada en el parque Bowling Green de Nueva York, directamente enfrente de la estatua del Toro de Wall Street (Charging Bull). Además, la estatua del toro se encontraba rodeada de 10 000 bananas, lo que se hacía a modo de crítica del sistema capitalista y la disparidad de la riqueza. El acto había sido organizado por los fundadores de Sapien.Network, una plataforma de red social «dedicada a poner las necesidades y el bienestar de los seres humanos primero».